# عبدالرحیم مرودشتی
عبدالرحیم مرودشتی (١٣٤٠–۱۴۰۰) نویسنده، مترجم، ویراستار، مدرّس و روزنامه‌نگار ایرانی بود. او مدیر گروه فرهنگ و اندیشه روزنامه توس، روزنامه نشاط، روزنامه عصر آزادگان، روزنامه اخبار اقتصاد، روزنامه گوناگون، روزنامه بنیان و معاون گروه اندیشه روزنامه جامعه بوده‌است. از او مقالاتی در برخی نشریات، از جمله روزنامه‌های فوق و مجلات کیهان فرهنگی، اندیشه پویا، کیان و گلستانه به صورت تألیف یا ترجمه (غالباً در حوزه فلسفه دین و فلسفه دوره اسلامی) منتشر شده‌است. وی از سال ۲۰۰۵ تاکنون به تدریس فلسفهٔ دین، اندیشهٔ انتقادی، فلسفه‌ی اسلامی، منطق، مثنوی مولوی، و پژوهش‌های دینی در کشورهای عربی اشتغال دارد. عبدالرحیم مرودشتی در سن پنجاه و نه سالگي سالگی سوم مرداد ۱۴۰۰ پس از طی دوره‌ای بیماری بر اثر سرطان درگذشت.

## آثار؛ ترجمه از انگلیسی (مقالات)
- خشونت علیه شهروندان، ماهنامه آفتاب، شماره ۱۶، خرداد ۸۱
- دین و عصر جهانی شدن، Theistic Religions in the Age of Globalization ریچارد فالک، روزنامه همبستگی، ۶/۸/۱۳۸۱
- توحید طبیعی علیه الحاد طبیعی (دربارهٔ تفاسیر طبیعت‌گرایانه از دین)؛ کای نیلسون، همشهری ماه، شماره ۶
- زبان دینی؛ وین رایت، کیان، شماره ۵۳
- فرا طبیعت باوری؛ هری گنسلر، ماهنامه آفتاب
- گفتگو و مذاکره؛ ویلفرد کنت‌ول اسمیث، اخبار ادیان، مؤسسه گفتگوی ادیان، ۱۳۸۲، سال اول، شماره ۱
- خودشناسی؛ Self-Knowledge، الدوس هاکسلی، از کتاب The Perennial Philosophy؛ همشهری ماه
- چرا مسیحی هستم؟؛ ویلیام آلستن، روزنامه جامعه
- قرآن و شعر؛ روزنامهٔ جامعه، ۱۳۷۸
- نقد: نقد کتاب ارسال المثل در مثنوی، کیهان فرهنگی، ۱۳۶۶
- نقد: پیوند نظریه‌های فلسفی با محیط اجتماعی و دینی فیلسوف؛ مجله گلستانه، مهر ۱۳۷۷، شماره ۱
- مصاحبه با دکتر حمید وحید دستجردی؛ بررسی آراء کواین: پایان هزاره و مرگ فیلسوف، همشهری ماه، سال ۲۰۰۰.

## آثار؛ تألیف و ترجمه (کتاب)
- گالیله؛ مایکل وابت، انتشارات همراه، ۱۳۷۴.
- انشتین؛ پل استراترن، انتشارات همراه.
- مهاتما گاندی؛ مایکل نیکلسون، انتشارات همراه.
- نیوتن؛ مایکل وابت، انتشارات همراه، ۱۳۷۴
- تاریخ علم و تکنولوژی در قرن بیستم؛ ناشر: همراه
- دین و ساختار اجتماعی (مقالاتی در جامعه‌شناسی دین)؛ کنت تامسون، عبدالرحیم مرودشتی، حسن محدث، علی بهرامپور؛ ناشر: کویر، ۱۳۸۷
- پدرسالاری جدید: نظریه‌ای دربارهٔ تغییرات تحریف‌شده در جامعهٔ عرب؛ هشام شرابی، ترجمه سید احمد موثقی، عبدالرحیم مرودشتی؛ ناشر: کویر، ۱۳۸۵
- رهایش تشنگان، گشتی در دیوان مولانا جلال الدین محمد؛ ابوالقاسم پرتو، عبدالرحیم مرودشتی، ناشر: کویر، ۱۳۸۱

## آثار: ویرایش، نظارت
ویرایش حدود یکصد کتاب و ده‌ها مقاله، از جمله:
- سنت و سکولاریسم؛ گفتارهایی از عبدالکریم سروش، مجتهد شبستری، مصطفی ملکیان، محسن کدیور؛ تهران، مؤسسهٔ فرهنگی صراط، ۱۳۸۴
- اولین رئیس‌جمهور ایران؛ محمد جواد مظفر، عبدالرحیم مرودشتی، ناشر: کویر، ۱۳۸۷
- آن حکایت‌ها: گفتگوی هرمز کی با احسان نراقی، احسان نراقی، تهران، ناشر: جامعهٔ ایرانیان، ۱۳۸۱
- اقبال ناممکن؛ احسان نراقی، تهران: علم ۱۳۸۲
- ویرایش ترجمهٔ عربی قبض و بسط تئوریک شریعت؛ عبدالکریم سروش، ترجمه به عربی: دلال عباس
- حقوق زن از آغاز تا امروز، نای بن سعدون؛ گیتی خورسند، ناشر: کویر، ۱۳۸۵
- جامعه‌شناسی سیاسی معاصر؛ کیت نش؛ محمدتقی دلفروز، ناشر: کویر، ۱۳۸۱
- دموکراسی و حقوق بشر؛ دیوید بنتام، محمدتقی دلفروز، هاشم بناپور، ناشر: کویر، ۱۳۸۳
- خرد جاویدان؛ مجموعه مقالات همایش نقد تجدد از دیدگاه سنت‌گرایان معاصر؛ شهرام یوسفی فر، عبدالرحیم مرودشتی، ناشر: دانشگاه تهران، ۱۳۸۲
- بنیاد نظری سیاست در جوامع چند فرهنگی؛ علیرضا حسینی بهشتی، ناشر: بقعه، ۱۳۸۱
- جمهوری مقدس؛ محمد قوچانی، ناشر: انتشارات نقش و نگار، ۱۳۸۲
- معنای مدرنیت: گفتگو با آنتونی گیدنز؛ کریستوفر پیرسون، علی اصغر سعیدی، ناشر: کویر ۱۳۸۰
- در شعله‌های آب؛ مرتضی مردیها، ناشر: کویر، ۱۳۷۸
- بازی بزرگان: وقایع‌نگاری جنبش اصلاحات دموکراتیک در ایران؛ محمد قوچانی، ناشر: جامعه ایرانیان، ۱۳۷۸
- پس از دوم خرداد: نگاهی جامعه‌شناختی به جنبش مدنی ایران ۱۳۷۶–۷۸: خاطرات و یادداشت‌های مدیر مسئول؛ حمیدرضا جلایی‌پور، ناشر: کویر، ۱۳۷۹
- بوی عطر گلاب؛ انا وودوارد، ساغر ساغرنیا، ناشر: کویر، ۱۳۷۹
- تعدیل ساختاری فقر و ناهنجاریهای اجتماعی؛ فاطمه بابایی، عبدالرحیم مرودشتی، فرشاد مؤمنی، ناشر: کویر، ۱۳۸۰
- بایدها و نبایدها؛ آیت‌الله دکتر محمد حسینی بهشتی، ناشر: بقعه، ۱۳۸۱
- دکتر شریعتی: جستجوگری در مسیر شدن؛ آیت‌الله دکتر محمد حسینی بهشتی، ناشر: بقعه
- شناخت از دیدگاه قرآن؛ آیت‌الله دکتر محمد حسینی بهشتی، ناشر: بقعه، ۱۳۸۰
- نقش آزادی در تربیت کودکان؛ آیت‌الله دکتر محمد حسینی بهشتی، ناشر: بقعه
- آزادی، هرج و مرج، زورمداری؛ آیت‌الله دکتر محمد حسینی بهشتی، ناشر: بقعه، ۱۳۸۶
- ولایت، رهبری، روحانیت؛ آیت‌الله دکتر محمد حسینی بهشتی، ناشر: بقعه، ۱۳۸۶
- سرود یکتاپرستی: فلسفه نماز، تغییر قبله، زبان نماز، نماز وسطی، نماز چیست؟ آیت‌الله دکتر محمد حسینی بهشتی؛ ناشر: بقعه، ۱۳۸۶